# Pfalzgrafenschloss Neumarkt

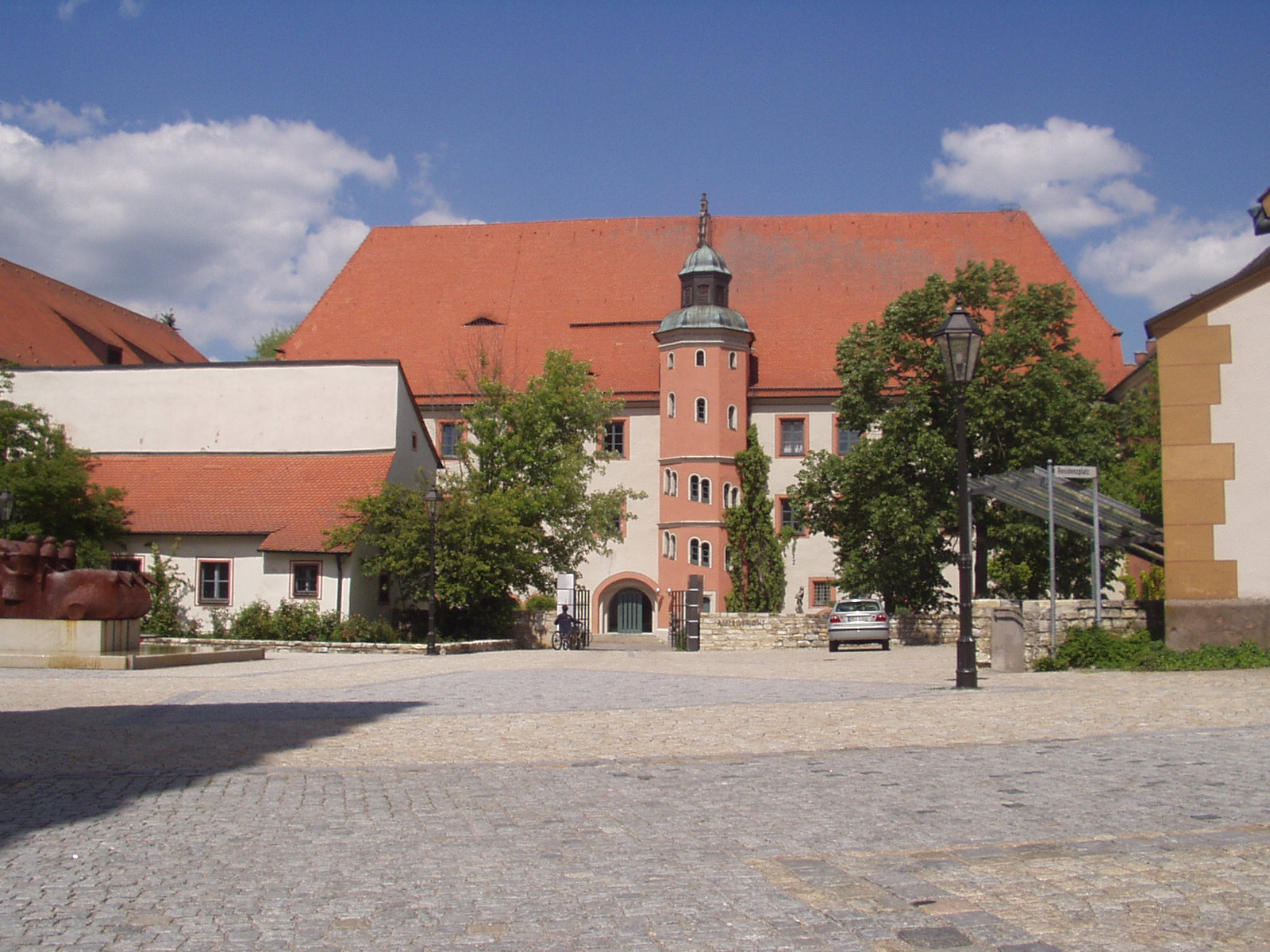
Pfalzgrafenschloss Neumarkt

Das Pfalzgrafenschloss Neumarkt, auch Neumarkter Residenz genannt, bildet in Neumarkt in der Oberpfalz (zusammen mit der Hofkirche und dem Reitstadel) das Zentrum des Schlossviertels in der Altstadt und beherbergt heute das Amtsgericht Neumarkt in der Oberpfalz. In seiner heutigen Form wurde es von Pfalzgraf Friedrich II. in der Mitte des 16. Jahrhunderts errichtet. Es ist unter der Aktennummer D-3-73-147-45 als Baudenkmal verzeichnet. Die Anlage ist ferner Teil des Bodendenkmals mit der Aktennummer D-3-6734-0087 und der Beschreibung „archäologische Befunde des Mittelalters und der frühen Neuzeit im Bereich des ehem. Schlosses und der Kath. Hofkirche Mariä Himmelfahrt in Neumarkt i.d. Opf., darunter die Spuren von Vorgängerbauten bzw. älteren Bauphasen“.

## Geschichte

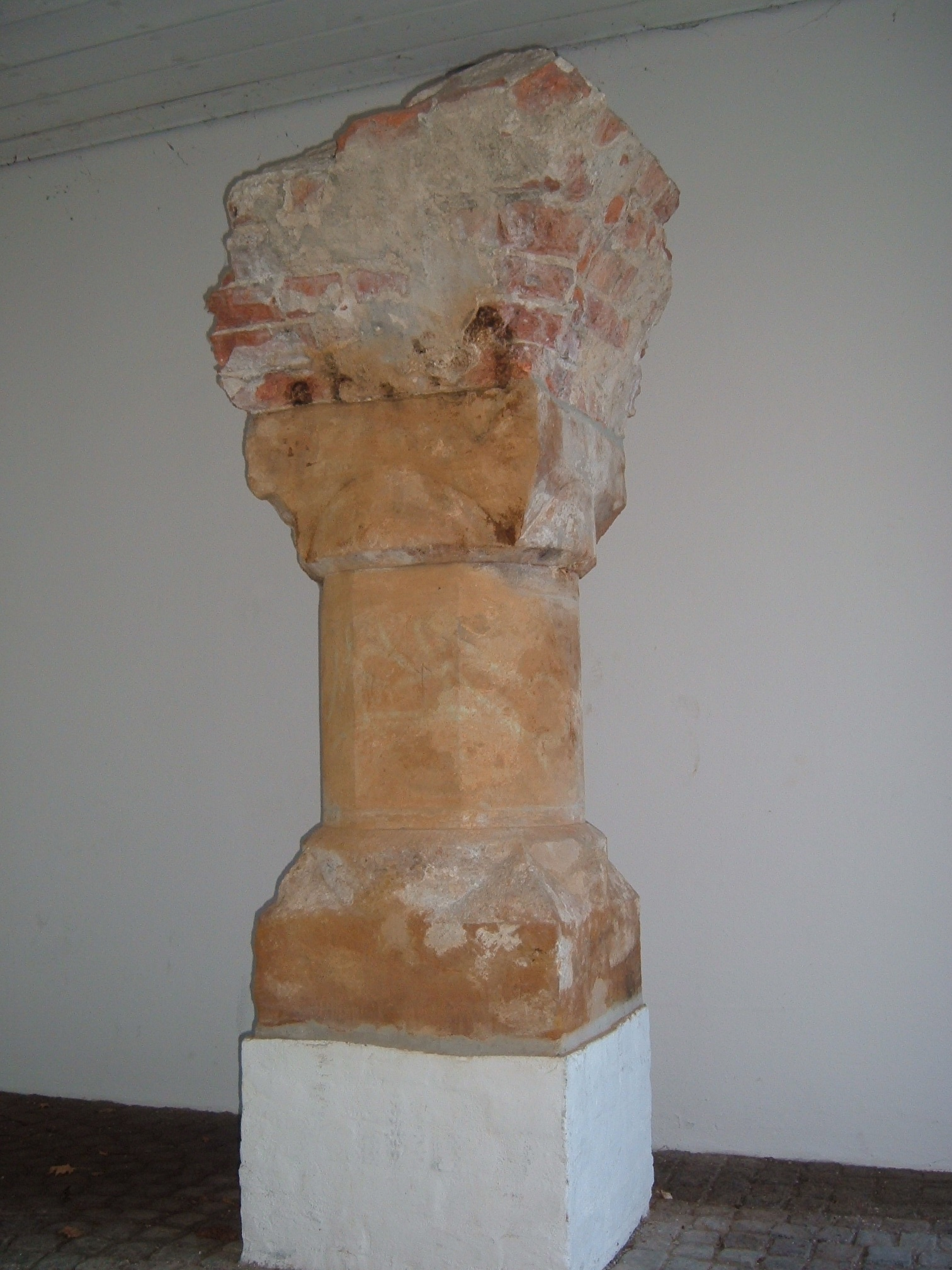
Überreste des ersten Schlosses

Es wird davon ausgegangen, dass an Stelle der heutigen Residenz mindestens drei Vorgängerbauten standen, die jedoch alle zerstört wurden.

### Erstes und zweites Schloss
Über die ersten beiden Bauwerke an dieser Stelle ist nicht allzu viel bekannt. Wohl um 1200 bis 1250 entstand ein erstes Schloss, das den damaligen Schultheißen von Neumarkt als Amts- und Wohngebäude diente. Nach der Zerstörung durch einen Brand während des Pogroms gegen Neumarkter Juden am 12. Juli 1298 wurde bald darauf ein Nachfolgerbau errichtet. Interessanterweise ist umstritten, ob es Neumarkter Bürger waren, die das Schloss in Brand steckten (weil die Juden dorthin geflohen waren) oder die Juden selber (aus Rache gegen den Schlossherren, der ihnen Hilfe verweigerte). Beide Mutmaßungen gelten als gleichermaßen wahrscheinlich.
Beide Schlösser besaßen sicher nicht den Umfang, in dem man die Residenz heute vorfindet. Sie befanden sich wohl an der Stelle des heutigen Ostflügels, näher Richtung Hofkirche versetzt. 
Während der Bauarbeiten für die Tiefgarage am Residenzplatz 1978 wurden mehrere Säulen entdeckt, die Brandspuren aufwiesen und von einem der beiden ersten Schlösser stammen. Sie können heute im Park an der Residenz bzw. am Residenzplatz besichtigt werden.

### Das Schloss als pfalzgräfliche Residenz
1410 stirbt Ruprecht III. auf Burg Landskron und seine kurpfälzischen Besitzungen werden unter seinen Erben aufgeteilt. Johann von Pfalz-Neumarkt erhält die Obere Pfalz, verlegt seinen Regierungssitz nach Neumarkt und beginnt umgehend mit dem Ausbau zur Residenzstadt. Er lässt ein neues Schloss errichten, das sich in Form und Lage dem heutigen Bau bereits stark annähert. Zur besseren Verteidigung wird der Stadtgraben hinter dem Schloss erweitert und eine zusätzliche Wallanlage im heutigen Stadtpark errichtet.
Verschiedene Quellen berichten von der im gotischen Stil erbauten Residenz als einem der schönsten Schlösser in Deutschland. Die gegenüber dem Schloss befindliche Marienkapelle wird unter Johann um 1418 zur Schlosskirche bzw. Hofkirche ausgebaut. Ursprünglich mit zwei Türmen geplant, kommt jedoch nur der heutige Südwestturm zur Ausführung. Als Zeughaus und Materiallager wird der Reitstadel errichtet.

### Das Schloss wird zur Sternwarte
Nach Johanns Tod wird sein Sohn Christoph Pfalzgraf in Neumarkt, ist jedoch bereits seit 1437 König von Dänemark, Schweden und Norwegen, so dass in Neumarkt an seiner Stelle ein Statthalter residiert. 
Als Christoph 1448 keinen Erben hinterlässt, fällt Neumarkt an Johanns Bruder, Otto I. von Neumarkt-Mosbach, der bald seinen Regierungssitz ebenfalls nach Neumarkt verlegt. Ihm folgt sein Sohn Otto II. von Neumarkt, der wegen seiner Begeisterung für Astronomie und Mathematik den Beinamen Otto Mathematicus trägt. 1490 zieht er sich von seinen Amtsaufgaben zurück und widmet sich nur noch seinen Forschungen. Er lässt am Ostflügel, nahe der Hofkirche, einen neuen, ca. 30 Meter hohen Turm erbauen, in dessen Spitze er seine Sternwarte einrichtet: den sogenannten Mathematikerturm. Dort verbringt er bis zu seinem Tod 1499 einen Großteil seiner Zeit mit astronomischen Beobachtungen.

### Großbrand und Neubau

Das Schloss auf einer Karte von 1675

1520 bricht ein Großbrand im Schlossviertel aus, dem das Schloss und der Reitstadel zum Opfer fallen. Beide werden jedoch unter Friedrich II. und seinem Eichstätter Baumeister Erhard Reich bis 1539 neu errichtet. Der Reitstadel wurde erst 1945 wieder ein Opfer der Flammen, das Schloss blieb bis heute erhalten. 
Jetzt im Stil der Renaissance als Wasserschloss errichtet, verfügt das Schloss über eine umfangreiche Parkanlage, Gärten und Springbrunnen und wird komplett von einem Wassergraben umgeben. Der Neptun-Brunnen steht noch heute im Innenhof der Residenz. Für Feste und Veranstaltungen stand im ersten Stock des Westflügels ein prunkvoller Festsaal zur Verfügung, der über eine Freitreppe vom Innenhof aus erreicht werden konnte. 
Das ganze Schloss wurde von einem Wassergraben umschlossen, der über zwei Zugbrücken Richtung Residenzplatz und Richtung Stadtpark überquert werden konnte.

### Nach den Pfalzgrafen
Als Friedrich II. seinen Regierungssitz 1543 nach Amberg verlegt, verliert Neumarkt an Bedeutung. Das Schloss wird nur noch von Verwandten des Fürsten bewohnt. Nach Friedrichs Tod 1556 lebt hier seine Witwe Dorothea. Ab etwa 1560 wird die Residenz wieder Sitz der Neumarkter Schultheißen. Pfalzgrafen und Fürsten halten sich nur noch zeitweise in Neumarkt auf. Beispiels wird im Sommer 1619 von einer Anwesenheit des Winterkönigs Friedrichs V. berichtet: Im Mathematikerturm wird einer der Grundsteine dafür gelegt, dass er wenig später die böhmische Krone übernehmen kann. 
1695 weisen Teile des Schlosses, vor allem der Mathematiker-Turm, erhebliche Baumängel auf und werden anschließend abgerissen.

### 18. Jahrhundert bis heute
Ab 1795 erfährt ein Teil des Schlosses wieder eine neue Nutzung: Eine Tabakfabrik siedelt sich in der Residenz an und besteht bis ins 19. Jahrhundert. 1805 wird in den Sälen und Räumlichkeiten erstmals Recht gesprochen, das Neumarkter Landgericht zieht ein. 1862 folgen das Königlich Bayerische Amtsgericht Neumarkt und das Landratsamt des Kreises Neumarkt (bis 1961). Im Ostflügel befindet sich ein Gefängnis, das bis in die 1930er Jahre besteht. Während dieser Zeit werden zwei Seitenflügel des Baus sowie der Torturm am Eingang des Schlosshofes abgebrochen. Obwohl in den letzten Kriegstagen 1945 die Neumarkter Altstadt schwer zerstört wird, bleibt die Residenz verschont. Es folgt eine komplette Sanierung; ab 1990 werden die restlichen Teile des Ostflügels wieder aufgebaut.

## Heutiger Zustand und Nutzung

### Amtsgericht und Festsaal der Residenz
Das Hauptgebäude und der Westflügel beherbergen heute das Amtsgericht sowie das Grundbuchamt der Stadt Neumarkt. Bis 1997 befand sich in den ehemaligen Festsälen (Krümperstallung) eine Zweigstelle des Bayerischen Nationalmuseums, wo u. a. barocke Krippenkunst besichtigt werden konnte. Heute werden die Festsäle als Veranstaltungsraum genutzt, besonders im Rahmen der Veranstaltungsreihe Kleinkunst in der Residenz. Die Keller der Residenz wurden als Archive des Amtsgerichts genutzt und in einem Teil der Keller im Westflügel befanden sich Gastronomiebetriebe (Gaststätte Residenzkeller, Krümpers Musikkeller). Mittlerweile wird der urige Gewölbekeller, nach Umbauarbeiten, wieder für Kleinkunstveranstaltungen der Stadtverwaltung und ihrer kulturellen Einrichtungen genutzt. 
In den Sommermonaten verwandelt sich der Innenhof bei den Neumarkter Schloßspielen in eine Theaterbühne.

### Einrichtung und Kunstschätze

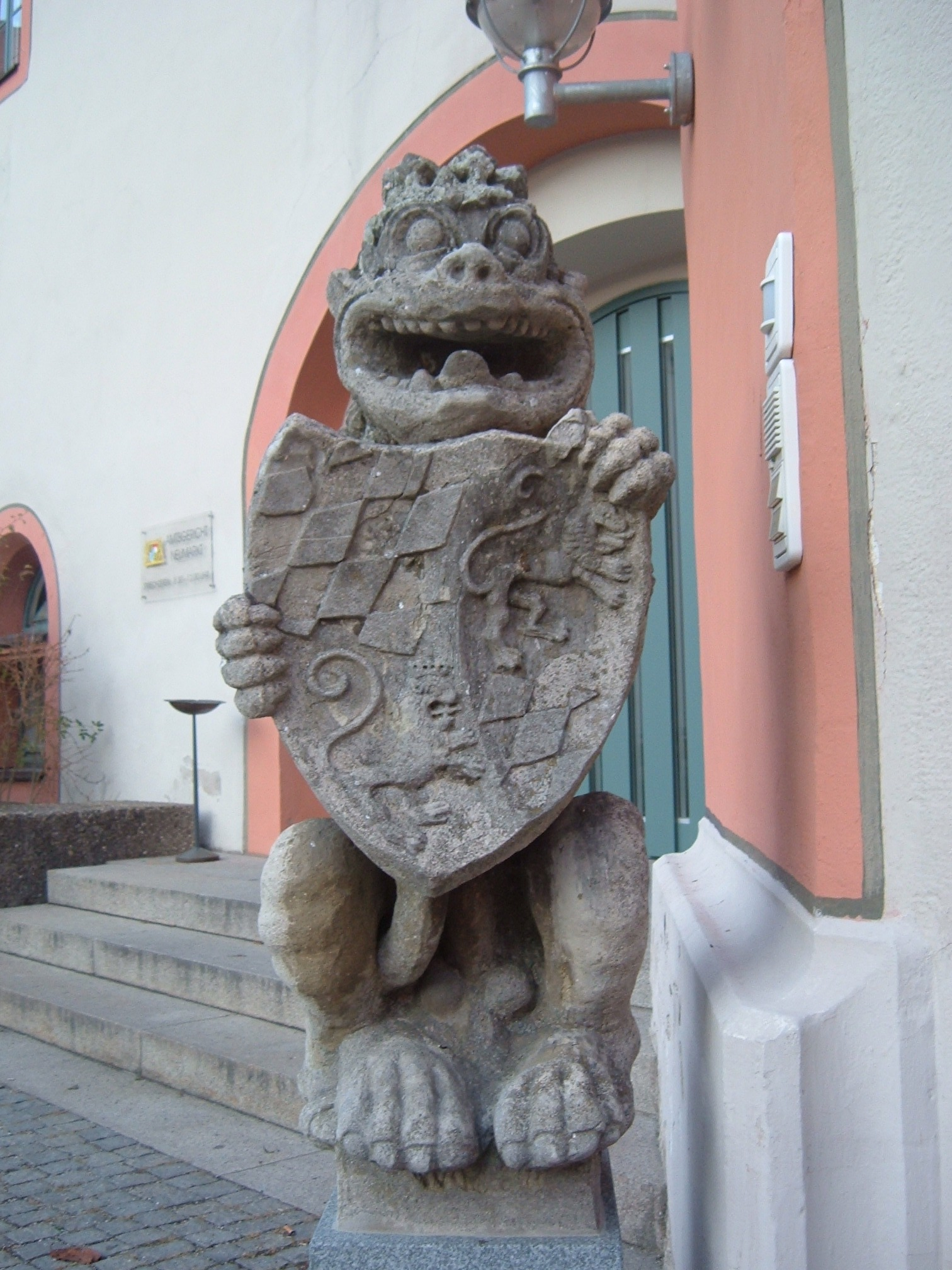
Einer der beiden Löwen mit Wappenschild

Über die Jahrhunderte ging ein Großteil des Inventars der Residenz verloren, weitere Teile wurden im Bayerischen Staatsarchiv in München eingelagert. 
Im Pfalzgrafenschloss erhalten haben sich bis heute
- ein Kamin mit von dem Eichstätter Bildhauer Loy Hering gemeißelten Marmorintarsien von Friedrich II. und von Löwen gehaltenen Wappensteinen
- holzgeschnitzte Kassettendecken in den heutigen Sitzungssälen und im Direktorenzimmer  von unbekannten Künstlern
- zwei Wappensteine, vor allem der große Wappenstein mit der Kette des Goldenen Vlieses
- der Neptun-Brunnen im Schlosshof
- die beiden Steinlöwen mit Wappenschilden am Eingang
- ein Gemälde, das Friedrich II. zeigt

### Besichtigungen
Um den Amtsbetrieb des Gerichtes nicht zu stören, sind Besichtigungen der Residenz im Allgemeinen nicht möglich. Zum Tag des offenen Denkmals und während des Altstadtfestes im Juni werden jedoch Führungen angeboten. Der Innenhof kann jederzeit besichtigt werden, ebenso ist die gesamte Außenfassade vom Stadtpark und vom Residenzplatz aus frei zugänglich.

## Sonstiges
Einer Legende nach soll ein geheimer Gang von der Residenz bis zur Burgruine Wolfstein führen. Sein Eingang wird entweder im Bereich des Schlossweihers oder aber direkt im Keller des Schlosses vermutet. Als Neumarkt im Landshuter Erbfolgekrieg 1504 von Nürnberger Truppen belagert wurde, sollen die Schützen auf der Burg von hier aus mit Lebensmitteln und Munition versorgt worden sein.